# Adrian Nikçi
Adrian Nikçi, né le 10 novembre 1989 à Sarajevo, est un footballeur suisse originaire du Kosovo. Il joue en tant que milieu de terrain.

## Biographie

### Carrière en club

#### Révélation au FC Zurich ponctuée par un titre de champion (2007-2012)
Né le 10 novembre 1989 à Sarajevo, Adrian Nikçi commence le football au FC Uster, avant de rejoindre l’équipe des moins de 16 ans du FC Zurich. Il est aligné pour la première fois en première équipe à 18 ans. En 2009, au terme de sa première saison complète en première division, Nikçi remporte le titre de champion de Suisse. Il s'engage alors sur le long terme avec le FC Zurich. Le joueur compte alors 34 matchs sous le maillot zurichois, au cours desquels il a marqué quatre fois et délivré huit passes décisives.
Nikçi participe aux matchs de Ligue Europa avec le club zurichois. Lors de la saison 2011-2012, le joueur permet à son équipe de récolter un point face à l'équipe italienne de la Lazio. Nikçi conclu une bonne combinaison entre Yassine Chikhaoui, Xavier Margairaz et Alexandre Alphonse d'une somptueuse frappe dans la lucarne du but adverse (23e). 

#### Expérience en Bundesliga faussée par les blessures et les maladies (2012-2015)
En juin 2012, il s'engage pour trois ans avec Hanovre 96. En septembre de cette année-là, il contracte une méningite qui l’oblige à un séjour à l’hôpital, et le tient éloigné des terrains durant plusieurs mois. En raison de plusieurs blessures ou autres maladies, il ne s’impose jamais à Hannovre. En janvier 2014, il est prêté au FC Thoune, puis durant la saison 2014-2015 au BSC Young Boys. Le club du Stade de Suisse met un terme au prêt en décembre 2014.

#### Transferts en deuxième division allemande (2015-2017)
En janvier 2015, il s’engage avec le 1. FC Nuremberg, puis six mois plus tard au 1. FC Union Berlin, deux clubs de 2. Bundesliga. Il n’est pas conservé par le club berlinois en 2017 et se maintient en forme avec le FC Rapperswil-Jona.

#### Retour en Suisse avortée par des blessures et fin de carrière en queue de poisson (2018-2020)
Il doit en effet patienter jusqu’en 2018 avant de retrouver un contrat, au FC Schaffhouse. Son retour en Suisse est toutefois gâché par les terrains synthétiques qui lui provoquent des problèmes aux adducteurs et lui font manqué de nombreux matchs. En avril 2019, il se blesse aux ligaments croisés du genou et manque toute la saison 2019-2020. En août 2020, il annonce la fin de sa carrière professionnelle, lorsqu’il rejoint le FC Weesen, club de 2e ligue interrégionale.

### Carrière internationale
Adrian Nikçi a évolué avec les espoirs suisses. Il participe notamment aux matchs de qualifications au Championnat d'Europe de football espoirs 2009, puis aux éliminatoires de l’édition 2011, mais il n’est par retenu par Pierluigi Tami pour la phase finale à laquelle la Suisse s’est qualifiée.

## Statistiques
| Saison                | Club                  | Championnat           | Championnat | Championnat | Coupe(s) nationale(s) | Coupe(s) nationale(s) | Compétition(s) continentale(s) | Compétition(s) continentale(s) | Compétition(s) continentale(s) | Sélection                     | Sélection | Sélection | Total | Total |
| Saison                | Club                  | Division              | M.          | B.          | M.                    | B.                    | Comp.                          | M.                             | B.                             | Équipe                        | M.        | B.        | M.    | B.    |
| 2006-2007             | FC Zurich U21         | 1re ligue             | 6           | 0           | -                     | -                     | -                              | -                              | -                              | -                             | -         | -         | 6     | 0     |
| 2007-2008             | FC Zurich U21         | 1re ligue             | 22          | 12          | -                     | -                     | -                              | -                              | -                              | Suisse -19 ans                | 2         | 0         | 24    | 12    |
| Sous-total            | Sous-total            | Sous-total            | 28          | 12          | -                     | -                     | -                              | -                              | -                              | Suisse -19 ans                | 2         | 0         | 30    | 12    |
| 2007-2008             | FC Zurich             | Super League          | 5           | 0           | -                     | -                     | -                              | -                              | -                              | -                             | -         | -         | 5     | 0     |
| 2008-2009             | FC Zurich             | Super League          | 34          | 4           | 4                     | 1                     | C3                             | 4                              | 0                              | Suisse -21 ans                | 9         | 3         | 51    | 8     |
| 2009-2010             | FC Zurich             | Super League          | 21          | 0           | 2                     | 3                     | C1                             | 7                              | 1                              | Suisse -21 ans                | 6         | 0         | 36    | 4     |
| 2010-2011             | FC Zurich             | Super League          | 27          | 7           | 4                     | 0                     | -                              | -                              | -                              | Suisse -21 ans                | 1         | 0         | 32    | 7     |
| 2011-2012             | FC Zurich             | Super League          | 25          | 6           | 2                     | 2                     | C1 C3                          | 3 5                            | 0 1                            | -                             | -         | -         | 35    | 9     |
| Sous-total            | Sous-total            | Sous-total            | 112         | 17          | 12                    | 6                     | -                              | 19                             | 2                              | Suisse -21 ans                | 17        | 3         | 160   | 28    |
| 2012-2013             | Hanovre 96            | Bundesliga            | 4           | 1           | -                     | -                     | C3                             | 4                              | 0                              | -                             | -         | -         | 8     | 1     |
| 2013-2014             | FC Thoune (prêt)      | Super League          | 16          | 3           | 1                     | 0                     | -                              | -                              | -                              | -                             | -         | -         | 17    | 3     |
| 2014-2015             | BSC Young Boys (prêt) | Super League          | 8           | 0           | 2                     | 0                     | C3                             | 7                              | 1                              | -                             | -         | -         | 17    | 1     |
| Sous-total            | Sous-total            | Sous-total            | 28          | 4           | 3                     | 0                     | -                              | 11                             | 1                              | -                             | -         | -         | 42    | 5     |
| 2014-2015             | FC Nuremberg          | 2. Bundesliga         | 5           | 0           | -                     | -                     | -                              | -                              | -                              | -                             | -         | -         | 5     | 0     |
| Sous-total            | Sous-total            | Sous-total            | 5           | 0           | -                     | -                     | -                              | -                              | -                              | -                             | -         | -         | 5     | 0     |
| 2015-2016             | FC Union Berlin       | 2. Bundesliga         | 9           | 2           | -                     | -                     | -                              | -                              | -                              | -                             | -         | -         | 9     | 2     |
| 2016-2017             | FC Union Berlin       | 2. Bundesliga         | 3           | 0           | -                     | -                     | -                              | -                              | -                              | -                             | -         | -         | 3     | 0     |
| Sous-total            | Sous-total            | Sous-total            | 12          | 2           | -                     | -                     | -                              | -                              | -                              | -                             | -         | -         | 12    | 2     |
| 2018-2019             | FC Schaffhouse        | Challenge League      | 9           | 0           | 1                     | 1                     | -                              | -                              | -                              | -                             | -         | -         | 10    | 1     |
| 2019-2020             | FC Schaffhouse        | Challenge League      | -           | -           | -                     | -                     | -                              | -                              | -                              | -                             | -         | -         | 0     | 0     |
| Sous-total            | Sous-total            | Sous-total            | 9           | 0           | 1                     | 1                     | -                              | -                              | -                              | -                             | -         | -         | 10    | 1     |
| Total sur la carrière | Total sur la carrière | Total sur la carrière | 194         | 35          | 16                    | 7                     | -                              | 30                             | 3                              | Suisse -21 ans Suisse -19 ans | 17 2      | 3 0       | 259   | 48    |

## Palmarès

### Titres remportés en club
- FC Zurich
  - Championnat de Suisse de football : 
    - Vainqueur : 2009